# Імідокислоти
Імідокислоти (рос. имидокислоты, англ. imidic [imino] acids) — хімічні сполуки, похідні від оксокислот RkE(=O)l(OH)m(l ≠0) при заміщенні двозв‘язаного атома O на =NR, тобто таутомери амідів. Пр., сульфондіімідокислота RS(=NH)2OH, карбокс-імідокислота RC(=NR)OH.